# Marek Vorel
Marek Vorel (* 27. srpna 1977 Brno) je bývalý český hokejový útočník, odchovanec brněnského hokeje. Před koncem profesionální hokejové kariéry v roce 2012 odehrál sezónu 2009–10 za Kometu. Od roku 2016 hraje okresní přebor (Blansko) za TJ Spartak Adamov. Je vnukem bývalého brněnského fotbalisty (SK Židenice, ČAFC Židenice) a funkcionáře (Zbrojovky Brno) Karla Nepaly.

## Hráčská kariéra
- 1994-95 Královpolská Brno
- 1995-96 HC Kometa BVV Brno (E)

HC Kometa BVV Brno (baráž)
- 1996-97 HC Kometa BVV Brno (1. liga)
- 1997-98 HC Kometa Brno (1. liga)

HC Barum Zlín (E)
HC Velvana Kladno (E)
- 1998-99 HC Velvana Kladno (E)

HC Kometa Brno (1. liga)
- 1999-00 HC Excalibur Znojemští Orli (E)
- 2000-01 HC Excalibur Znojemští Orli (E)
- 2001-02 HC JME Znojemští Orli (E)
- 2002-03 HC JME Znojemští Orli (E)
- 2003-04 Tampereen Ilves (FIN)
- 2004-05 HC Znojemští Orli (E)
- 2005-06 HC Lasselsberger Plzeň (E)

HC Moeller Pardubice (E)
- 2006-07 HC Slovan Bratislava (SVK) - titul ve slovenské extralize
- 2007-08 Traktor Čeljabinsk (RUS)
- 2008-09 Traktor Čeljabinsk (Rusko) (KHL)
- 2009-10 HC Kometa Brno (E)

HC Košice (SVK) - titul ve slovenské extralize
- 2010-11 HC Košice (SVK)
- 2011-12 HC Košice (SVK), EC Kassel Huskies (třetí nejvyšší německá liga)
- Celkem v Extralize: 384 zápasů, 68 gólů, 100 přihrávek, 168 bodů a 255 trestných minut. (ke konci sezony 2008/2009).[1]